# Lepidium ruderale
Lepidium ruderale (nome vulgar: mastruço bravo maior) é uma planta herbácea anual ou bienal, de cheiro mais ou menos desagradável. Mede geralmente entre 20 a 30 cm. Tem um caule único, glabro ou esparsamente piloso, partido de uma roseta basilar composta por folhas plumiformes com um longo pecíolo. As folhas superiores do caule são sésseis (sem pecíolo), oblongas, inteiras e estreitas. Os frutos são síliquas ovais ou elípticas, dividias por um septo, de forma semelhante às da bolsa-de-pastor. São frequentes junto aos caminhos e entulheiras. 
É natural da Europa e sudoeste da Ásia. Foi introduzida na América com a colonização.